# ژان-فرانسوا دی مارتینو
ژان-فرانسوا دی مارتینو (فرانسوی: Jean-François Di Martino‎؛ زادهٔ ۲ مارس ۱۹۶۷) شمشیرباز اهل فرانسه است.
وی در مسابقات کشوری و بین‌المللی در مجموع برندهٔ ۱ مدال نقره شده‌است.